# Chaleur de récupération

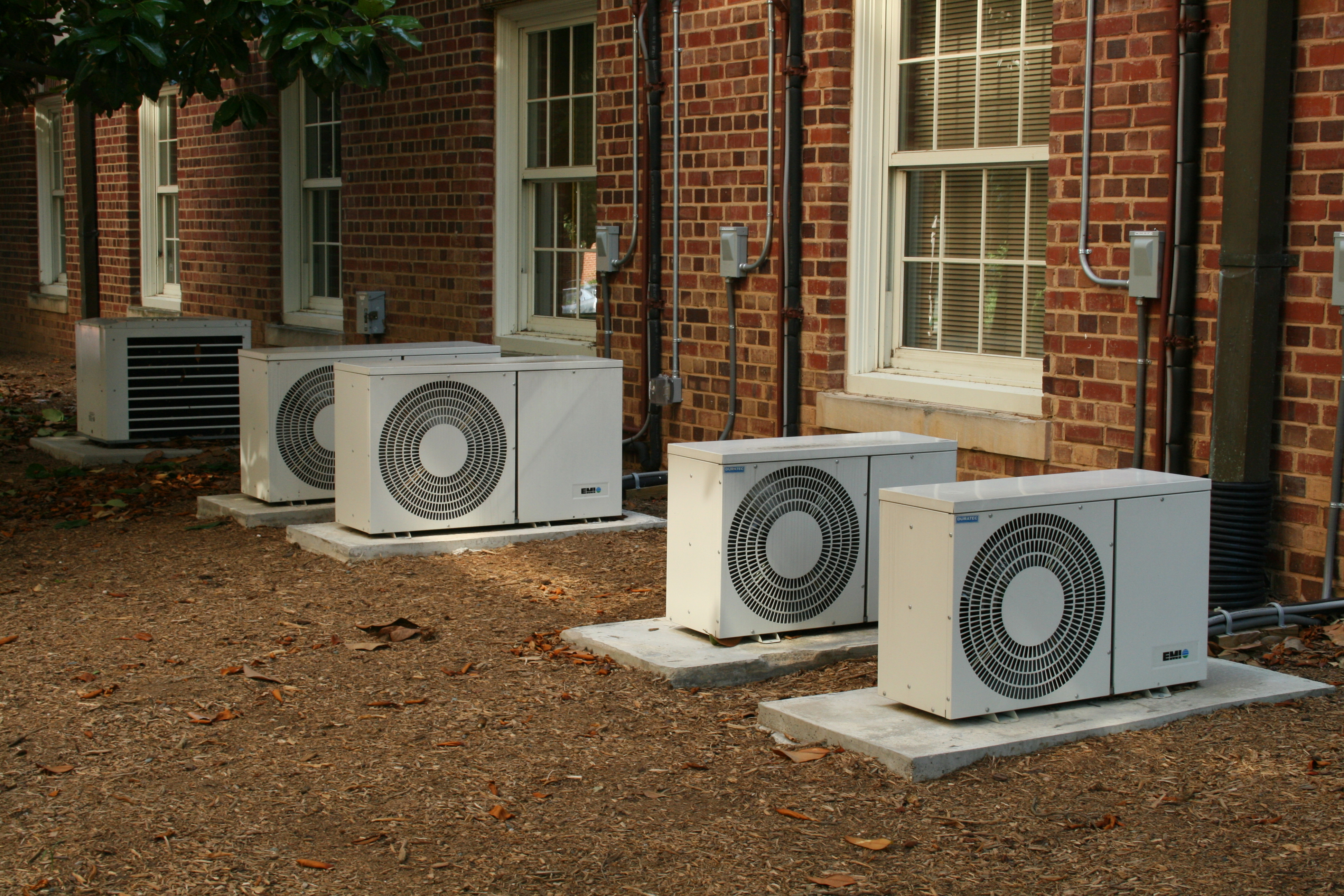
Des pompes à chaleur d'un bâtiment public.

La chaleur de récupération, ou chaleur fatale, est l'énergie thermique émise par un procédé dont elle n'est pas la finalité. Son exploitation demande le développement d'une technologie complémentaire. Il s'agit généralement d'améliorer à la fois l'efficacité énergétique et l'impact environnemental d'un système produisant, de manière annexe, de la chaleur.
Du fait de freins techniques et économiques, seule une partie du gisement de chaleur fatale, le gisement technique théorique, est directement accessible et exploitable comme chaleur de récupération.

## Définition
La chaleur de récupération, ou chaleur fatale, est la « chaleur générée par un procédé qui n’en constitue pas la finalité première, et qui n’est pas récupérée » (définition retenue en France par la Programmation pluriannuelle de l'énergie).
Cette chaleur est dite « fatale » car elle est la part de l'énergie thermique produite et non utilisée lors d'un processus de production, donc inévitablement rejetée après ce processus. Néanmoins, cette chaleur peut être récupérée.
Dans un gisement de chaleur fatale, seule une partie, le gisement technique théorique, est accessible et exploitable. La part du gisement d'une température de moins de 40 °C est difficilement exploitable ; les gisements dont la température se situe entre 40 °C et 100 °C peuvent être exploités par des systèmes de remontée en température comme des pompes à chaleur. Les gisements ayant une température supérieure à 100 °C nécessitent la mise en œuvre de technologies de récupération spécifiques,.
La chaleur fatale peut être réutilisée directement ou après concentration ou stockage, pour améliorer un processus (préchauffage de gaz, par exemple), pour chauffer un lieu ou des objets, pour refroidir (au moyen d'un évaporateur ou d'un autre système) ou pour produire de l'électricité (par exemple au moyen d'une machine à cycle organique de Rankine).

## Enjeux
La récupération de chaleur s'inscrit dans une logique d’économie circulaire : d'un « déchet » (chaleur nuisible au bon déroulement d'un processus industriel, devant être évacuée), on fait une ressource, qui sert à chauffer un bâtiment par exemple.
Récupérer la chaleur fatale pour un autre usage, outre une opportunité industrielle de création d'emplois, est l'un des moyens de diminuer l'entropie d'un système et donc de réduire le gaspillage d'énergie en améliorant son efficience énergétique.
Cette énergie, par exemple extraite par un échangeur thermique ou une pompe à chaleur, peut alimenter un réseau de chaleur,, parfois en y associant une cogénération. Raccordée à un réseau de chaleur, une usine d'incinération des ordures ménagères peut ainsi chauffer un foyer à partir des déchets de sept autres. À titre d'exemple, en 1983, les communes de Dunkerque et de Saint-Pol-sur-Mer se sont dotées d'un réseau de chaleur principalement alimenté par la récupération de chaleur fatale d'une aciérie proche (Usinor) ; en 2013, à Val d'Europe, la chaleur du centre de données d'une grande banque a permis de chauffer sans émission supplémentaire de CO2 un réseau de chauffage urbain desservant 600 000 m2 de locaux (bureaux, hôtels et logements).
La récupération de la chaleur fatale est aussi un moyen de réduire la dépendance aux énergies fossiles et les émissions de gaz à effet de serre, à service égal. Le mix énergétique tend progressivement à intégrer cette ressource, notamment dans les pays qui ont adopté l'objectif du facteur 4 à l’horizon 2050, avec des enjeux et contextes très variables d'une région du monde à l'autre. De plus, les tours de refroidissement des centrales thermiques sont consommatrices d'eau, qui après refroidissement des processus est source de pollution thermique et souvent de pollution chlorée (quand le chlore est utilisé pour désinfecter l'eau ou empêcher le fouling dans les tuyaux et échangeurs thermiques). La récupération de chaleur de fumées peut aussi être utilisée pour retirer des polluants par un lavage à l'eau, ce qui permet des économies non négligeables.
Les enjeux de recherche et développement portent aussi sur les moyens efficaces, propres et sûrs de concentrer les calories à partir de rejets à basse température, ou de les stocker (par exemple dans un matériau à changement de phase).

## Histoire
Jusqu'au XXe siècle, les chambres installées au-dessus de l'étable étaient chauffées passivement par les animaux. Les restes de braises du feu de cuisine étaient souvent récupérées pour réchauffer un lit ou un fer à repasser, etc.

## Exemples de chaleur fatale
Parmi les nombreux exemples de systèmes dont la chaleur fatale est récupérée ou pourrait l'être, on peut citer :
- les moteurs fixes ou de véhicules (ex. : chaleur perdue par le radiateur ou par le pot d'échappement d'une voiture) ;
- les systèmes d'éclairage ;
- les rejets d'eaux de refroidissement et les fumées d'usines et de centrales thermiques (nucléaire, gaz, biomasse...)
- la plupart des procédés de climatisation et de réfrigération, qui extraient la chaleur d'un milieu pour l'évacuer dans l'environnement ;
- les compresseurs de gaz qui nécessitent l'évacuation de l'énergie thermique pour leur refroidissement ;
- les procédés d'incinération des déchets ;
- les serveurs de données ;
- les réseaux d'évacuation des eaux usées (eaux chaudes de bains, douches, vaisselles, lessives évacuées dans l'égout).

## Valorisation de chaleur fatale en France
En France, les gisements de chaleur fatale proviennent principalement de l’industrie (agro-alimentaire, chimie plastique, papier carton, métaux, etc.), des usines d’incinération des ordures ménagères, des stations d’épuration des eaux usées et des centres de données.
Selon l'Ademe, le gisement de chaleur fatale facilement valorisable dans l'industrie en France serait de 12 TWh/an, de quoi chauffer un million de logements, mais à peine 0,4 TWh est exploité en 2020. L'Ademe a ouvert la voie en 2009 en créant un fonds chaleur doté de 350 millions € afin de financer des projets jusqu'à 50 % de l'assiette éligible pour les petites entreprises, 40 % pour les moyennes et 30 % pour les grandes. La subvention a déjà facilité l'émergence de 5 000 opérations.
Entre 2015 à 2020, 13,81 % du gisement théorique industriel identifié par l'ADEME ont été valorisés à hauteur de 15,13 TWh. L'essentiel, soit 12,27 TWh, a été réalisé par des opérations de récupération de chaleur fatale sur groupes froids et sur compresseurs d'air validées par des certificats d'économies d'énergie (CEE).
Le plan de relance lancé par le gouvernement en septembre 2020 prévoit des appels à projets utilisant la chaleur à faible émission de carbone. L'objectif en est d'arriver à 0,8 TWh en 2023 et à cinq fois plus en 2028.

### Exemples en France
Dans la ville de Saint-Ouen-sur-Seine, l’usine d’incinération des déchets valorise sa chaleur fatale en produisant de l'électricité. Elle alimente le réseau d’eau chaude nécessaire à son propre fonctionnement et à celui de l'écoquartier voisin.
La chaleur fatale du centre de données de Valbonne a permis de remplacer la chaudière à gaz de quatre bâtiments.
Une papeterie de l'Indre-et-Loire récupère la chaleur fatale pour chauffer son usine.
Une entreprise française sise à Montrouge utilise la chaleur fatale dégagée par les microprocesseurs de serveurs informatiques. Ces microprocesseurs sont intégrés dans des modules et placés à l'endroit où la chaleur est nécessaire. Ils chauffent par effet Joule et sont refroidis par de l'air (« radiateur-numérique ») ou l'eau (« chaudière numérique »).
L’entreprise Equinix s’est engagée à fournir à partir de 2024, pendant 15 ans, la chaleur issue de son centre de données. Cette chaleur fatale doit être utilisée pour chauffer la ZAC Pleine Saulnier et le centre aquatique olympique de Saint-Denis.
Un projet transfrontalier franco-allemand élabore pour 2027 un réseau de chauffage à partir de la chaleur de récupération des aciéries de Kehl en Allemagne, au moyen d'un caloduc traversant le Rhin pour chauffer des immeubles à Strasbourg en France. Cette chaleur est issue de procédés à 1 600 °C et doit transiter dans un circuit fermé de 4,5 kilomètres de tuyauterie raccordé au réseau du quartier de l’Esplanade à Strasbourg. Le réseau doit fournir en chauffage et eau chaude sanitaire près de 7 000 logements et éviter ainsi près de 20 000 tonnes d’émissions de CO2. Dans une deuxième phase, le circuit de retour de cette eau pourra également alimenter des quartiers de la ville allemande de Kehl.

## Droit et chaleur fatale
Introduire localement de grandes quantités de chaleur dans l'environnement peut avoir des conséquences graves sur les écosystèmes. Certaines installations industrielles sont donc soumises à des seuils de température de rejets à ne pas dépasser (seuils qui peuvent varier, par exemple selon la saison) et à des contrôles.
En Europe, la directive européenne 2012/27/UE relative à l'efficacité énergétique encourage la récupération de la chaleur fatale. En France, la Loi relative à la transition énergétique pour la croissance verte du 17 août 2015 et la programmation pluriannuelle de l'énergie (PPE) qui en découle s'appliquent.